# Gnatholepis
Gnatholepis é um género de peixe da família Gobiidae e da ordem Perciformes.

## Espécies
- Gnatholepis anjerensis (Bleeker, 1851)
- Gnatholepis cauerensis (Bleeker, 1853)[3]
  - Gnatholepis cauerensis cauerensis (Bleeker, 1853)
  - Gnatholepis cauerensis australis (Randall & Greenfield, 2001)
  - Gnatholepis cauerensis hawaiiensis (Randall & Greenfield, 2001)
  - Gnatholepis cauerensis pascuensis (Randall & Greenfield, 2001)
- Gnatholepis davaoensis (Seale, 1910)
- Gnatholepis gymnocara (Randall & Greenfield, 2001)[4]
- Gnatholepis thompsoni (Jordan, 1904)[5]
- Gnatholepis volcanus (Herre, 1927)
- Gnatholepis yoshinoi (Suzuki & Randall, 2009)[6][7][8][9][10][11][12][13]